# Lakota (volk)
De Lakota of Titonwan (Teton) zijn een inheems Amerikaans volk dat zich in de tweede helft van de 17e eeuw heeft afgesplitst van het moedervolk, de Dakota (Isanti) uit Minnesota, in het bos- en waterrijke mid-oosten van het Noord-Amerikaanse continent. De Dakota, wier naam 'geallieerden' betekent, waren vissers, jagers en boeren, die halverwege de 17e eeuw voor het eerst in contact kwamen met de Europese kolonisten en ontdekkingsreizigers.
De Lakota spreken, evenals de Yankton-Yanktonai (Western Dakota) en de Santee (Eastern Dakota), een variant van het Sioux, een taal uit de familie van de Sioux-Catawbatalen. De sprekers van het Sioux vormen een politiek-religieuze eenheid: het Volk van de Zeven Raadsvuren (Očhéthi Šakówiŋ, spreek uit: Oh-SJEE-tie-SJAW-ko-wien). De Lakota vormen de meest westelijke divisie van de Zeven Raadsvuren. Iedere divisie bestaat uit meerdere subdivisies. Door de blanke kolonisten werd het Volk van de Zeven Raadsvuren Sioux genoemd, een Frans/Amerikaanse verbastering van de benaming die hun traditionele vijanden, de Ojibweg, hen gaven: Nadowessiweg. De Očhéthi Šakówiŋ leven in South Dakota, Minnesota, Nebraska, Montana, North Dakota, Iowa, en in de Canadese provincies Alberta, Saskatchewan en Manitoba.
Andere bekende volken die tot de Siouxtaalfamilie behoren zijn de Mandan, Absaroke (Crow), Ho-Chunk (Winnebago), Niukonska (Osage) en Ponca.

## Geschiedenis

### Migraties

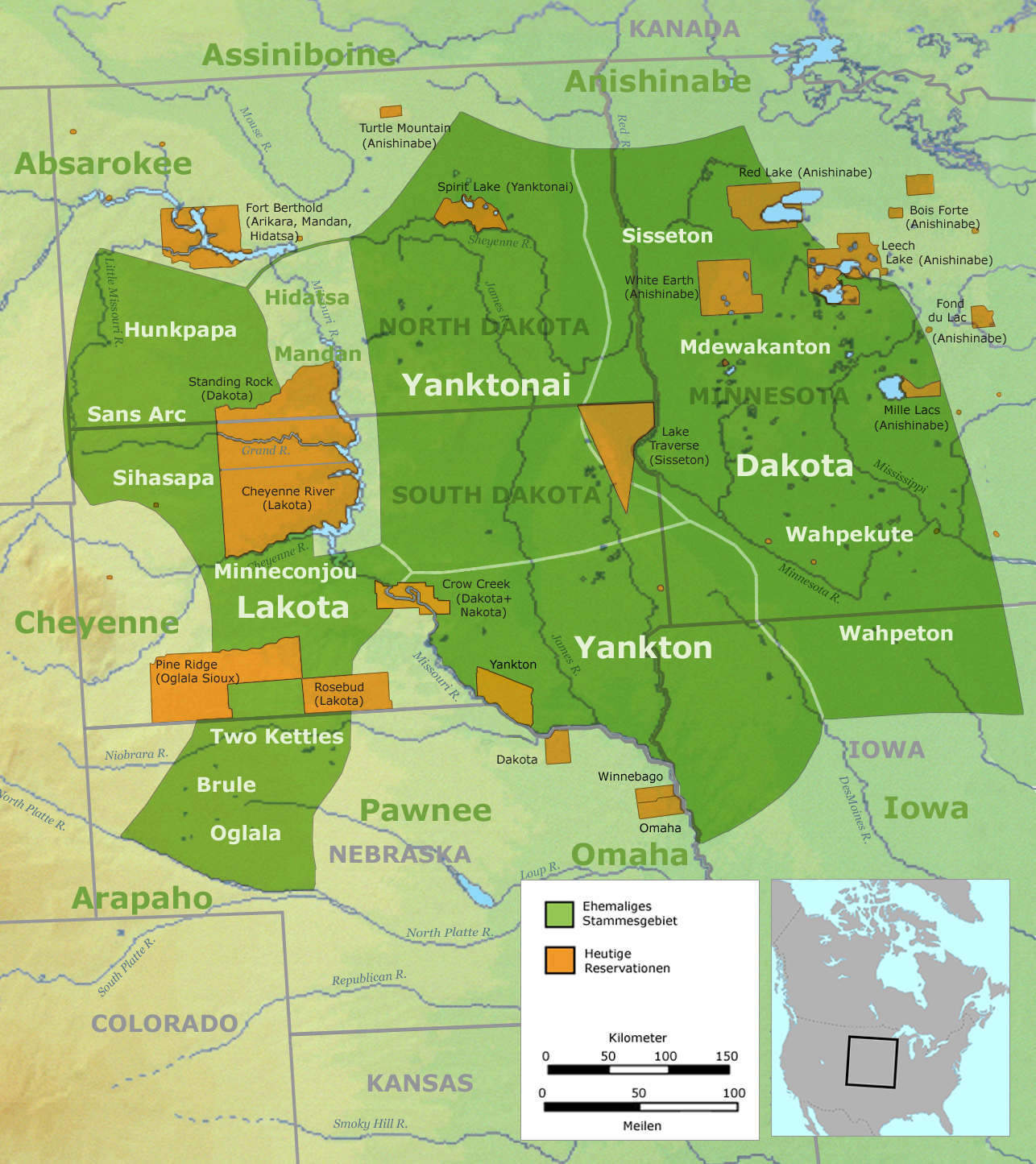
Het leefgebied van de Sioux in de 19e eeuw, met links het territorium van de Lakota.

De voorouders van de Sioux leefden rond 1600 rond de bovenloop van de Mississippi in het huidige Minnesota, Wisconsin, Iowa en Noord- en Zuid-Dakota. Rond 1650 werden ze uit hun thuisland verdreven door hun militair gezien veel sterkere erfvijanden, de Ojibweg (Chippewa), en trokken naar de Great Plains in het westen. In de 17e of vroege 18e eeuw kregen de Sioux beschikking over paarden. Mogelijk ontstonden de Lakota in die tijd als aparte groep. Met de introductie van het paard werden de Lakota een prairievolk, dat op bizons joeg en het dier voor vrijwel alle levensvoorzieningen, zoals voedsel, kleding en tipi’s, gebruikte. 
Na 1720 splitsten de Lakota zich in de Saône, die zich vestigden in het gebied op de grens van de huidige staten Noord- en Zuid-Dakota, en de Oglála-Sičháŋǧu, die naar de vallei van de Jamesrivier trokken. Rond 1750 bevonden de Saône zich op de oostoever van de Missouri, 10 jaar later gevolgd door de Oglála-Sičháŋǧu. De Arikara, Mandan en Hidatsa, die aan de Missouri woonden, beletten de Lakota lange tijd de rivier over te trekken. In de jaren 1772-1780 werden deze volken echter getroffen door een pokkenepidemie, die driekwart van hun leden wegvaagde. De Lakota trokken de Missouri over naar de drogere gebieden van de hoge vlakten, waar ze in 1776 de Black Hills veroverden op de Cheyenne.

### Conflicten met de Verenigde Staten
In de 19e eeuw kwamen de Lakota in conflict met kolonisten die over de Oregon Trail trokken. In 1851 tekenden ze het Verdrag van Fort Laramie van 1851, waarin ze beloofden degenen die over de Oregon Trail trokken met rust te laten. De Verenigde Staten erkenden op hun beurt de soevereiniteit van de Lakota over hun leefgebied. Ondanks dit verdrag vestigden zich echter blanke kolonisten in het gebied van de Lakota. Conflicten tussen Lakota en blanken mondden uit in de eerste Sioux-oorlog van 1854-1856.
In de jaren 1864 en 1865 vochten Lakota samen met onder meer Cheyenne en Arapaho in de Colorado-oorlog tegen kolonisten en milities in en rond Colorado Territory. 
Van 1866 tot 1868 vochten ze, eveneens aan de zijde van de noordelijke Cheyenne en Arapaho, de Oorlog van Red Cloud uit met de Verenigde staten. In deze oorlog werd gevochten om controle over het Powder Riverbasin. De oorlog mondde uit in erkenning door de Verenigde Staten van het indiaanse gezag over het gebied, in het Verdrag van Fort Laramie van 1868. Ze zouden dit acht jaar behouden, tot 1876.
In de Grote Sioux-oorlog van 1876 stonden de Lakota met de noordelijke Cheyenne weer tegenover de Verenigde Staten. De oorlog brak uit als gevolg van de vondst van goud in de Black Hills, heilige grond voor de Lakota in hun Great Sioux Reservation, en de conflicten tussen blanke goudzoekers en indianen die daarop volgden. In de Slag bij Little Bighorn brachten ze hun tegenstander een van hun grootste nederlagen in de indiaanse oorlogen toe, maar uiteindelijk werden de indianen verslagen. 

Gustav Grade, 2e van links, met een groep Lakota-Indianen uit de Verenigde Staten op tournee met Circus Sarrasani, 1931-1932.

### De Ghost Dance-oorlog
Het laatste grote conflict met de Verenigde Staten was de Ghost Dance-oorlog, die uitbrak als gevolg van onvrede over schending van verdragen door de VS. De Amerikanen probeerden de crisis te bezweren door een van de Indianenleiders, Sitting Bull, te laten arresteren, maar in het gevecht tussen hem en de politie werd hij gedood. In datzelfde jaar, in december 1890, bereikte de opstand een hoogtepunt in het dorp Wounded Knee in Zuid-Dakota. Daar verbleef een groep Lakota aanhangers van de Ghost Dance, een nieuwe godsdienst waarbij door het dagenlang dansen van een rondedans en trance de blanken van hun land verdreven zouden worden. De Amerikaanse overheid beschouwde dit als bedreiging, en stuurde een troep soldaten naar het kampement. Op 28 december werden de indianen geteld; er waren 120 mannen en 230 vrouwen en kinderen. Men gaf hun tenten en voedsel, en de volgende ochtend kregen  ze de opdracht zich te verzamelen. De Lakota hadden zich al onvoorwaardelijk overgegeven, omdat ze zwaar in de minderheid waren. Ze hadden al hun wapens op een hoop gegooid, maar het leger doorzocht iedereen nog eens. Een van de Lakota bleek nog een vuurwapen in zijn bezit te hebben. Wat er vervolgens precies gebeurde is niet bekend, maar de Amerikaanse soldaten openden het vuur, waarbij 153 indianen en 25 Amerikaanse soldaten (deze laatsten voornamelijk door hun eigen kanonnen) gedood werden. Zo’n 150 indianen zijn nooit weergezien, maar vluchtten waarschijnlijk in de bittere kou de heuvels in en vroren daar dood. Vijftig Lakota werden in het Pine Ridge-reservaat voor hun verwondingen behandeld. Op de plek van de massamoord werd in 1973 een demonstratie gehouden door Lakota die 71 dagen duurde, en uiteindelijk beëindigd werd in een vuurgevecht met de FBI.

## Tegenwoordig
Tegenwoordig leven er meer dan 100.000 personen in de VS die zichzelf als Lakota beschouwen, waarvan velen in de vijf indianenreservaten in het westen van South Dakota: 
- Rosebud Indian Reservation (Upper Sičhánǧu)
- Pine Ridge Indian Reservation (Oglála)
- Lower Brule Indian Reservation (Lower Sičhaŋǧu)
- Cheyenne River Indian Reservation (onder meer Mnikȟówožu, Itázipčho, Sihásapa en Oóhenumpa)
- Standing Rock Indian Reservation (Húŋkpapȟa en andere Sioux).

In december 2007 verklaarde een groep activisten, de Lakota Freedom Delegation, aan het Amerikaanse ministerie van Binnenlandse zaken dat het Lakota-volk zich eenzijdig terugtrok uit de eerdere verdragen. De Lakota-indianen beschouwen zich niet langer als burgers van de Verenigde Staten. Zij zegden de verdragen met de federale regering op en ze gaven aan eigen paspoorten en rijbewijzen uit te gaan geven. Volgens de Lakota zijn de verdragen "woorden zonder waarde op waardeloos papier". De Indianen verwijten de Verenigde Staten de overeenkomsten meerdere keren te hebben geschonden. Sommige verdragen zijn ruim 150 jaar oud.
De Republiek Lakota geniet geen internationale erkenning, noch erkenning door de Verenigde Staten. De gekozen stambesturen van de Lakota hebben duidelijk gemaakt de Lakota Freedom Delegation niet te ondersteunen.

## Onderverdeling van de Lakota
- Húŋkpapȟa
- Oglála
- Sihásapa (Blackfeet, Blackfoot Sioux)
- Sičháŋǧu (Brulé)
- Mnikȟówožu (Miniconjou)
- Itázipčho (Frans: Sans Arcs "Zonder Bogen")
- Oóhenuŋpa (Twee Ketels)

## Belangrijke Lakota-opperhoofden
- Tȟatȟáŋka Íyotake (Sitting Bull)
- Tȟašúŋke Witkó (Crazy Horse)
- Maȟpíya Ičáȟtagya (Touch the Clouds)
- Maȟpíya Lúta (Red Cloud)